# MAGIC!
MAGIC! és un grup canadenc de reggae-pop. Format per compositor i productor discogràfic palestí Nasri Atweth, en la veu principal i Mark Pellizzer, Alex Tanas i Ben Spivak. L'any 2013, van llençar el seu primer single de debut: "Rude", el qual va ser número dos a Austràlia i Nova Zelanda i número dos a Canadà.
MAGIC! apareix a l'àlbum homònim de Shakira a la cançó titulada "Cut me deep" del març del 2014. Altres cançons del seu àlbum debut són «No way no, «No evil», «Don't kill the magic», «Mama didn't raise no fool» i «Let your hair down». La banda va signar amb  Sony Music Entertainment i també s'ha associat amb Latium Entertainment.

## Membres de la banda
- Nasri Atweh - Veu principal
- Mark Pellizzer - Guitarrista
- Ben Spivak - Baix
- Alex Tanas - Bateria

## Discografia

### Senzills
| Cançó                  | Any  | Posicions a la llista | Posicions a la llista | Posicions a la llista | Certificacions                               | Àlbum                |
| Cançó                  | Any  | CAN ²                 | AUS 3                 | NZ 4                  | Certificacions                               | Àlbum                |
| ---------------------- | ---- | --------------------- | --------------------- | --------------------- | -------------------------------------------- | -------------------- |
| «Rude»                 | 2013 | 7                     | 2                     | 2                     | - MC: Platí - ARIA: 2× Platí⁵ - RMNZ: Platí⁶ | Don't kill the magic |
| «Don't kill the magic» | 2014 |                       |                       |                       |                                              | Don't kill the magic |